# Округ Бентон (Орегон)
Округ Бентон (енгл. Benton County) је округ у америчкој савезној држави Орегон.

## Демографија
По попису из 2010. године број становника је 85.579, што је 7.426 (9,5%) становника више него 2000. године.
| Група             | 2000.          | 2010.          |
| Белци             | 67.816 (86,8%) | 71.552 (83,6%) |
| Афроамериканци    | 658 (0,8%)     | 759 (0,9%)     |
| Азијати           | 3.506 (4,5%)   | 4.429 (5,2%)   |
| Хиспаноамериканци | 3.645 (4,7%)   | 5.467 (6,4%)   |
| Укупно            | 78.153         | 85.579         |